# دانشگاه اژه
دانشگاه اژه (ترکی استانبولی: Ege Üniversitesi) در شهر بورنوا، ازمیر کشور ترکیه، به عنوان یک دانشگاه دولتی همراه با دانشکدهٔ کشاورزی و پزشکی فعالیت خود را آغاز کرد. این دانشگاه چهارمین دانشگاه قدیمی ترکیه است و از جمله بهترین مراکز تحقیقاتی ترکیه است. این دانشگاه در حال حاضر دارای ۱۲ دانشکده، ۷ کالج، ۸ انیستیتو و ۲۶ مرکز تحقیقاتی است. از رشته‌های این دانشگاه می‌توان به دندانپزشکی، داروسازی، علوم پایه، علوم اجتماعی، ارتباطات، مهندسی ساختمان و کشاورزی اشاره کرد.
محوطهٔ دانشگاه با ۳٬۷۰۰ هکتار پارک از بسیاری از ساختمان‌های مورد استفاده برای اهداف آموزشی، فرهنگی، ورزشی و اجتماعی تشکیل شده‌است. این دانشگاه ارتباطات اینترنتی را در سراسر محوطه فراهم می‌کند که دسترسی آسان به منابع گسترده‌ای را در شبکه‌های وسیعی از سراسر جهان میسر می‌سازد. در محوطهٔ دانشگاه، یک کتابخانهٔ مرکزی مجهز به آخرین دستگاه‌های فناوری وجود دارد؛ برای دانشجویان نیز امکاناتی مانند استخر سرپوشیده، سالن ورزشی، زمین‌های فوتبال، زمین‌های تنیس و بسکتبال، فوتبال مینیاتوری، سالن‌های هنری و مرکز فرهنگی محوطهٔ دانشگاه با ظرفیت ۷۵۰ نفر فراهم است. این دانشگاه شامل دانشکده‌های پزشکی، پرستاری، دندانپزشکی، آموزش و پرورش، علوم، اقتصاد و علوم اجرایی، ارتباطات، مهندسی، شیلات و دانشکدهٔ کشاورزی است. دانشگاه اژه ترکیه در رتبه‌بندی متوسط وزارت علوم قرار دارد.
وزارت علوم، تحقیقات و فناوری ایران در سطح‌بندی دانشگاه‌های خارجی، دانشگاه اژه را در کتاب «نظام ارزشیابی مدارک تحصیلی خارج از ایران» جزو دانشگاه‌های گروه ب (خوب) رده‌بندی کرده‌است.